# Nierówność Krafta-McMillana
Nierówność Krafta-McMillana – warunek konieczny, który musi spełniać kod, aby był jednoznacznie dekodowalny. Dodatkowo jest to warunek konieczny, ale nie wystarczający, aby kod był dekodowalny bez opóźnień; tak więc istnieją kody które spełniają tę nierówność, lecz nie są jednoznacznie dekodowalne bez opóźnienia (są jednoznacznie dekodowalne, ale z opóźnieniami)
{\displaystyle \sum _{i=1}^{K}r^{-l_{i}}\leqslant 1,}
gdzie:
{\displaystyle r} – wartościowość kodu (np. dla kodu ternarnego {\displaystyle r=3}),
{\displaystyle K} – liczba sygnałów elementarnych,
{\displaystyle l_{i}} – długość {\displaystyle i}-tego sygnału elementarnego.

## Przykład
W tym przypadku dla wszystkich kodów {\displaystyle r=2,} gdyż zastosowano wszędzie kod binarny, natomiast {\displaystyle K=4,} gdyż kody mają czteroelementowy alfabet wiadomość {\displaystyle a_{1},} {\displaystyle a_{2},} {\displaystyle a_{3},} {\displaystyle a_{4}.} Obliczając lewą stronę nierówności dla kodu {\displaystyle {\mathcal {A}},} otrzymuje się 1, więc nierówność jest spełniona. Dodatkowo widać, że ma on wszystkie ciągi kodowe o stałej długości i do tego każdy z nich jest inny. Na tej podstawie wnioskuje się, że jest to kod jednoznacznie dekodowalny, bez opóźnienia.
Dla kodu {\displaystyle {\mathcal {B}}} lewa strona wynosi 1, więc ponownie spełniona jest nierówność Krafta-McMillana, lecz widać, że czwarte słowo kodowe jest przedrostkiem słowa trzeciego, co eliminuje go z tych rozważań.
Natomiast dla kodu {\displaystyle {\mathcal {C}}} lewa strona wynosi 9/8, czyli nierówność nie jest spełniona, można więc bezwzględnie określić, że nie jest to kod jednoznacznie dekodowalny bez opóźnienia.